# Barco de vapor

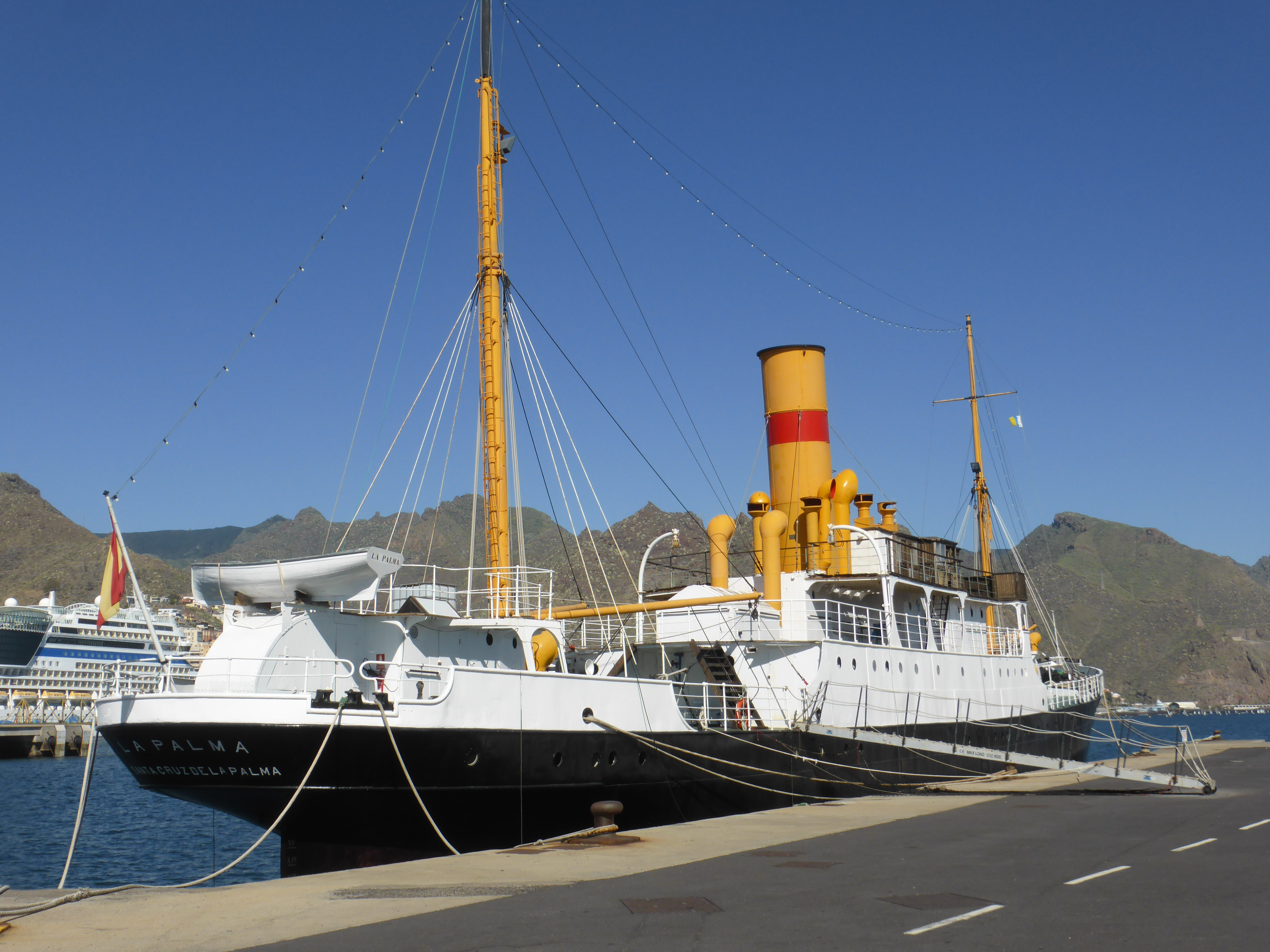
Correíllo La Palma, buque de vapor del año 1912, conservado en Santa Cruz de Tenerife (España).

Un barco de vapor  es un buque propulsado por máquinas de vapor o por turbinas de vapor. Consta elementalmente de una caldera de vapor, de una turbina de vapor o máquina de vapor y de un condensador refrigerado por agua. La transmisión se consigue con un cigüeñal en las máquinas de vapor o con una caja reductora en el caso de usar turbinas.
Su aparición supuso toda una revolución en la navegación marítima mundial, pues así las naves no dependían tanto de vientos y corrientes, como los de vela.
Los primeros verdaderos buques transatlánticos eran de vapor y gracias a ellos se popularizó la palabra "vapor" para referirse a un barco de vapor.

## Historia

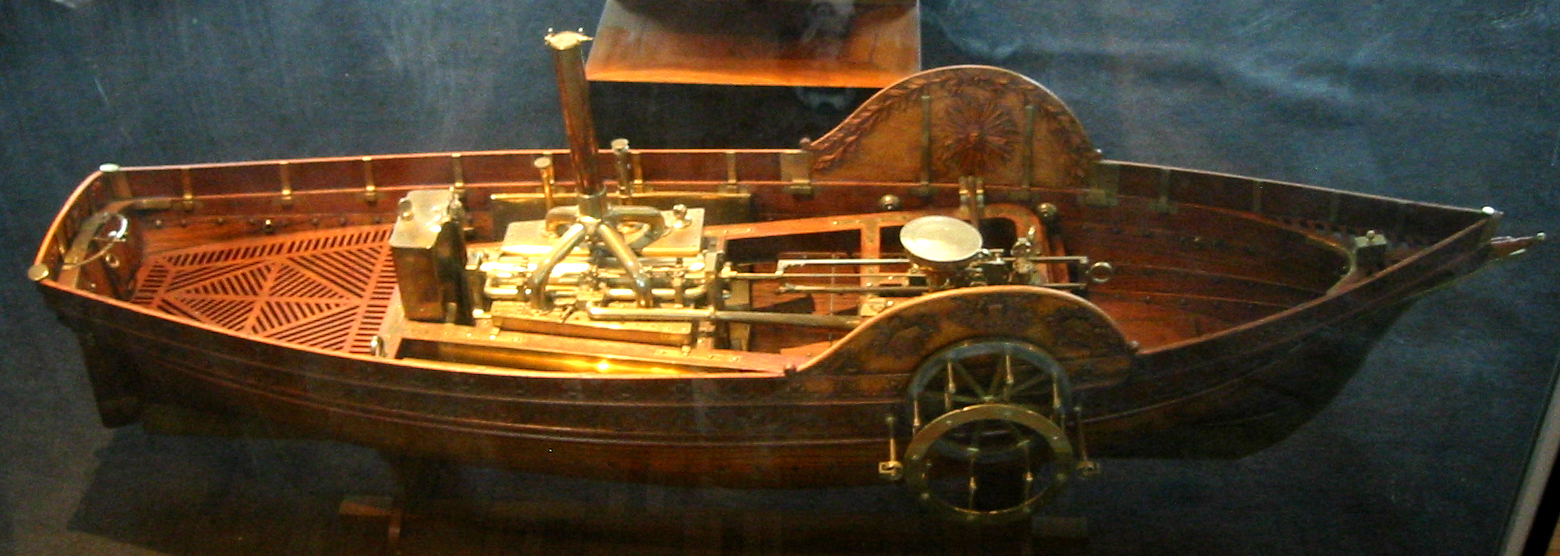
Maqueta del Modelo del Pyroscaphe, construido por Claude François Jouffroy d'Abbans en 1784. Musee de la Marine du Palais de Chaillot de Paris.

### Antecedentes
Existe un documento de 1695 en el Archivo General de Simancas en el cual hay constancia de una tentativa de 1543 por parte del español Blasco de Garay de propulsar la galera “Trinidad”, de 300 toneladas de desplazamiento, por medio de seis ruedas de palas movidas mediante una máquina de vapor. Sin embargo esta propuesta no obtuvo el apoyo financiero de la corona, y quedó relegada al olvido y hasta finales del siglo XVIII no existieron máquinas de vapor fiables y eficientes cuando se realizaron las primeras tentativas serias de propulsión naval por medio del vapor.
En 1707, Denis Papin diseñó un barco, propulsado por la fuerza del vapor con la intención de realizar la travesía desde Kassel, a orillas del Fulda, hasta Londres y Manchester City.

### Máquina de vapor
Entre 1765 y 1790, James Watt convirtió el concepto preexistente de la máquina de vapor atribuido usualmente a Thomas Newcomen, en un invento realmente eficaz, gracias a la incorporación del condensador externo. A partir de este momento se suceden las tentativas de conseguir aplicar la máquina de vapor como fuerza motriz de todos los medios de transporte y en particular el más avanzado de la época: el barco. 
En 1783, Claude François Dorothée, marqués de Jouffroy d'Abbans, bota el "Pyroscaphe" un barco de vapor de 45 metros de longitud, con ruedas con el que logra remontar la corriente del río Saona, desde Lyon a Santa Bárbara. No obstante, su condición noble le obliga a emigrar al estallar la Revolución francesa y finalmente murió arruinado en 1832. Curiosamente, la Real Academia Española reconoce la palabra piróscafo, la cual significa buque de vapor.
En 1803, John Stevens desarrolla la aplicación de la máquina de vapor a una transmisión con hélices, teniendo claro que el futuro de la propulsión naval mecánica pasa por la utilización de éstas en lugar de las ruedas de paletas, lo cual es muy importante para el gremio marítimo.
A finales de 1803, Robert Fulton lanzó al Sena un barco cuyo propulsor era una rueda con paletas, movida por una máquina de vapor, fue mal acogido en Francia, y Fulton prosiguió sus experimentos en Estados Unidos, en 1807 bota su vapor 240 km que separan Nueva York de Albany surcando el río Hudson. Con este mismo barco, se establecería el primer servicio regular a vapor. Este vapor llevaba unas ruedas con paletas a ambos lados del casco, diseño que durante un tiempo se extendió mucho. A estos buques se les conocería como vapor de ruedas y muchos llevaban mástiles con velas al mismo tiempo. Este tipo de barco de vapor tendría mucho éxito en la navegación fluvial, ya que necesitaban poco calado, aunque como inconveniente aumentan de forma considerable la anchura de los barcos, ejemplos de este tipo de nave son los famosos vapores de ruedas que circularon por el Misisipí, ejemplos de este tipo de vapor en España fueron el vapor de ruedas Colón, el Pizarro y el Blasco de Garay.
En 1824, Sadi Carnot publica sus trabajos sobre el segundo principio de la Termodinámica, lo que supone el despegue definitivo de la propulsión a vapor.
Hoy en día ya no son muy comunes los barcos de vapor por el mundo, salvo los submarinos nucleares que usan turbinas a vapor a alta presión como plantas motrices o plantas generadoras. Sin embargo, se siguen practicando pruebas con viejas máquinas a vapor con el fin de que sean un medio de transporte marino turístico, para las personas que lo deseen y quieran saber cómo se vivía y se viajaba antes en un barco a vapor. Y es así en 1772 por Máquina de vapor

### Perfeccionamiento

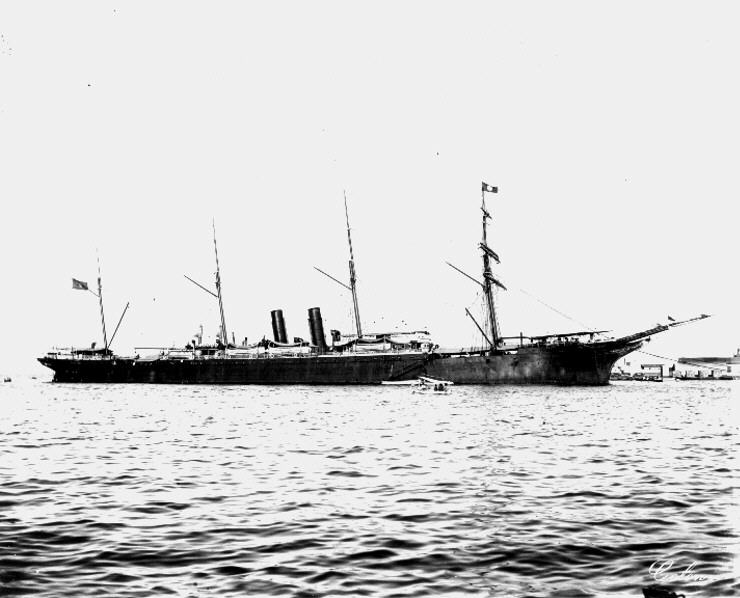
El vapor Colón en Puerto Saíd. Este buque de la Compañía Trasatlántica Española tomó parte en el malogrado intento de romper el bloqueo estadounidense de Filipinas durante la guerra del 98.

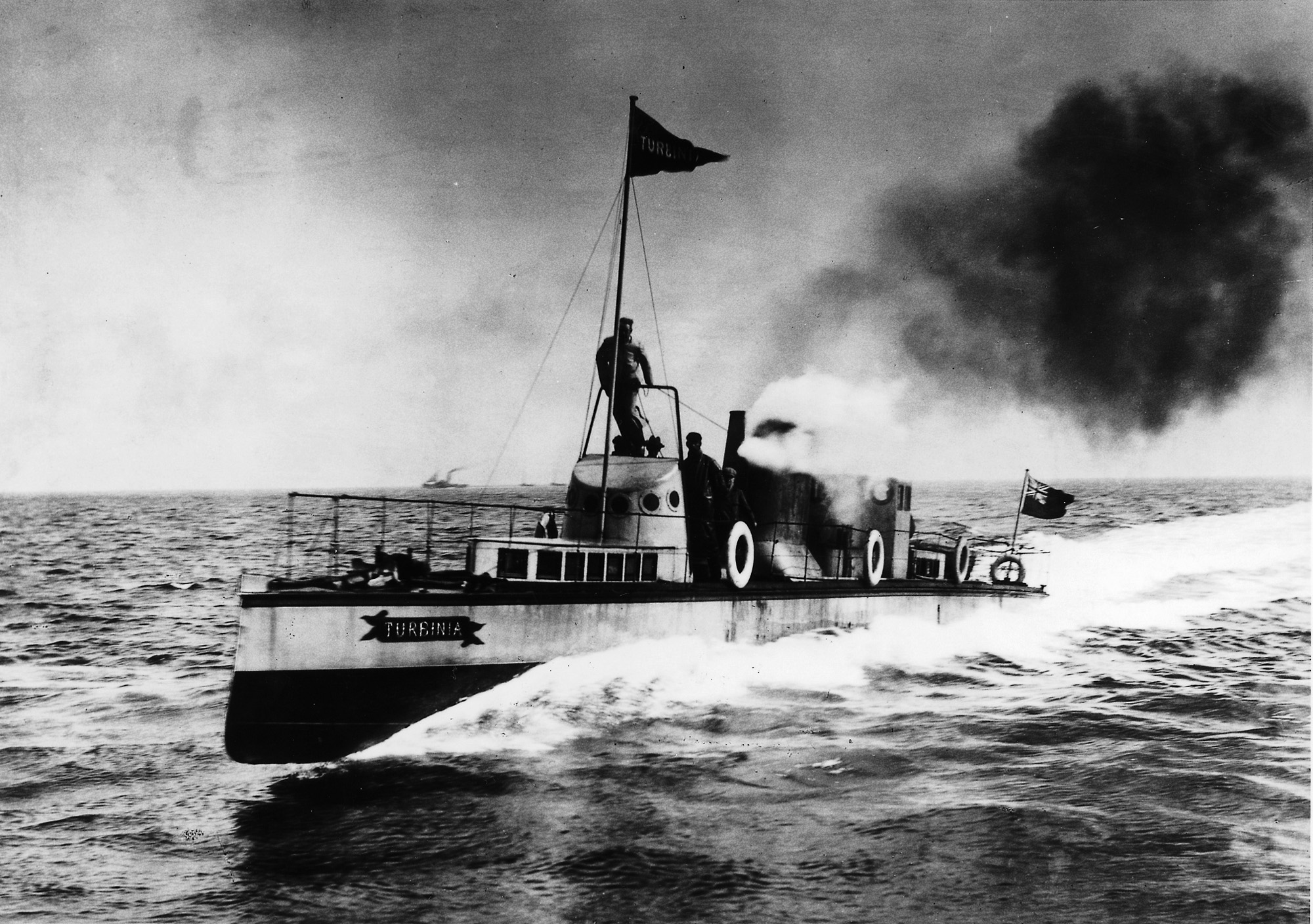
El Turbinia fue el primer barco propulsado con turbinas de vapor.

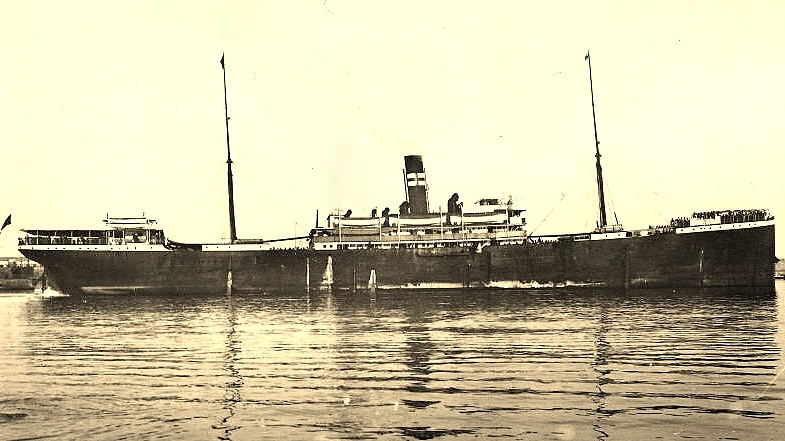
El Valbanera, hundido en 1919.

Alrededor de 1860, se extienden las calderas cilíndricas, inspiradas en las primeras locomotoras a vapor, que permitieron resolver el problema del vapor a baja presión, que proporcionaba un empuje muy modesto. El vapor a alta presión obtenido por estas calderas permitió incrementar muy notablemente la potencia desarrollada por las máquinas de vapor, lo cual significó un aumento notable de velocidad. Posteriores mejoras como la caldera de triple y cuádruple expansión lograron atajar uno de los principales inconvenientes de la propulsión por vapor, el consumo de carbón. De este modo se conseguía una eficiencia energética muy superior. Estas mejoras reflejadas en una mayor velocidad y un menor consumo hicieron que los vapores se hicieran con la práctica totalidad de las rutas comerciales. Los avances de la metalurgia permitieron la construcción de barcos de hierro y posteriormente de acero, con estos elementos se empezaron a construir naves de tamaño que no podía alcanzar la madera. Los cascos se hicieron más sólidos y más ligeros a la vez, sin peligro de resquebrajamientos. 
No obstante, aunque los vapores daban velocidades similares o incluso inferiores a algunos barcos (los últimos clippers llegaban a los 17,5 nudos), no estaban sometidos al capricho de los vientos que no siempre soplaban en la dirección o con la fuerza requeridas, además de ser aquellos mucho menos vulnerables que estos a las tormentas al carecer de la frágil arboladura, punto débil de cualquier barco de vela.
Los barcos a vapor supusieron un notable avance en la conquista de las rutas marítimas con independencia de la climatología. Además cambiaron por completo la fisonomía de los barcos, haciendo desaparecer las velas, un elemento invariable de los navíos desde que hacía más de 7000 años habían aparecido las primeras velas en el Nilo. En 1894, se introduce la turbina de vapor de manos de Charles Algernon Parsons, puesta en servicio en el Turbinia alcanzando una velocidad de 18 nudos, y sustituida en 1896 por tres turbinas de presión alta, media y baja, accionando otras tantas hélices que le permitieron alcanzar los 35 nudos. Con esta velocidad quedaban definitivamente derrotados los veleros. 
Ya en 1836, Smith y Ericsson llevaron a la práctica el primer barco con hélice, que vinieron a sustituir a las ruedas de paleta. Josef Ressel dio con el diseño definitivo y eficaz de hélice, que sería utilizado hasta nuestros días, lo que permite un aprovechamiento más eficiente de la energía proporcionada por el motor de vapor. Muy pronto, los buques de vapor fueron equipados con hélices sumergidas y los vapores de ruedas fueron desarmados y dados de baja.
En 1897, Rudolf Diesel desarrolla el motor que llevará su apellido, basado en la combustión interna de otro combustible fósil, esta vez derivado del petróleo: el gasóleo. Este hito supondrá el principio del fin de los vapores del mismo modo que el motor de vapor supuso el de la vela, por mucho valor de la segunda revolución industrial francesa.

## Conclusión

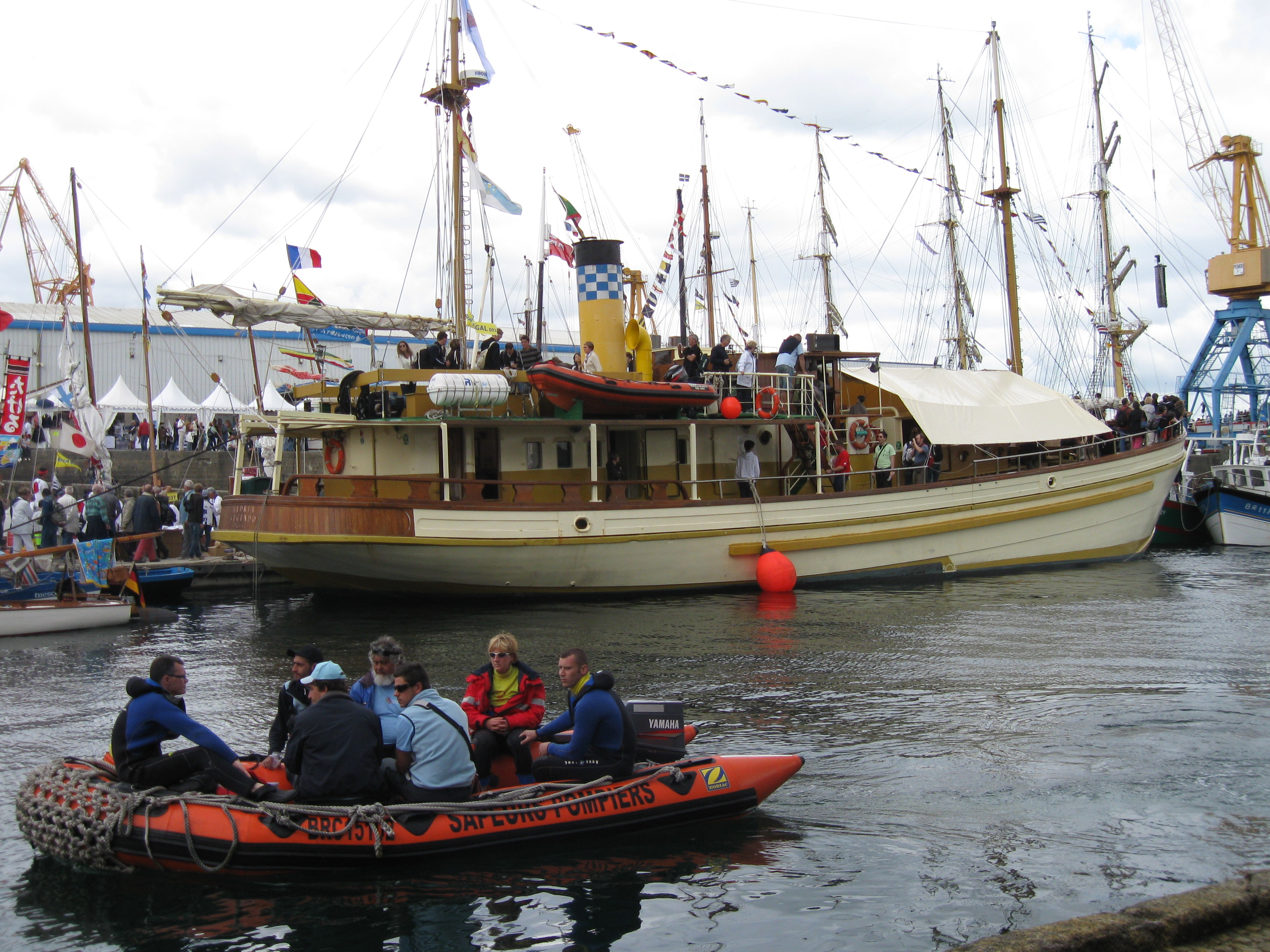
Pequeño vapor Hidria Segundo.

Cabe reseñar que en el segundo cuarto del siglo XIX aparecen los últimos intentos de los partidarios de los barcos de vela de crear nuevos diseños que pudiesen competir con los propulsados por vapor. Los abanderados de este canto de cisne de la propulsión eólica fueron los clippers que permanecerán en activo y siendo rentables hasta principios del siglo XX.
Algunos barcos se siguen conociendo cariñosamente como "vapores" a pesar de funcionar con motores de explosión desde hace años, como el Vaporcito, la motonave que unía las ciudades españolas de Cádiz y El Puerto de Santa María.
Pocos vapores están en activo, dedicados a viajes turísticos, o conservados como buques museo. Entre ellos se encuentra restaurado el antiguo buque cisterna Hidria Segundo, o Hidria II, construido en Vigo, que en los últimos años ha navegado en diferentes puertos. En realidad se trata de un buque mixto, de vela y vapor, con capacidad para 120 pasajeros en viajes cortos.

## Véase también

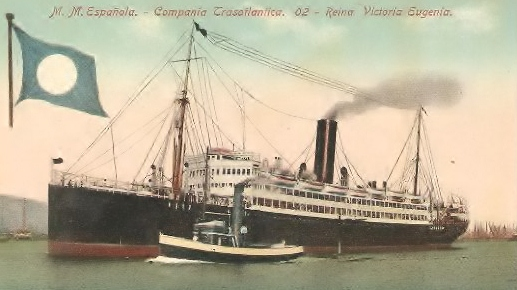
Postal de la C.ª Transatlántica, del vapor Reina Victoria Eugenia, hacia 1913.